# Singoli al numero uno nella Billboard Streaming Songs nel 2021
Di seguito è proposta la lista dei singoli al numero uno nella Billboard Streaming Songs nel 2021.
La classifica delle Streaming Songs è redatta settimanalmente da Billboard e indica le canzoni più ascoltate nelle radio online, in on-demand e video sui più importanti servizi di streaming musicale statunitensi. I dati sono raccolti dalla Nielsen Broadcast Data Systems.

## Streaming Songs
| † | La canzone con le migliori prestazioni del 2021, Levitating di Dua Lipa, non ha mai raggiunto la prima posizione della Streaming Songs |

| Data         | Brano                           | Artista                                    | Streaming (in milioni) | Totale settimane al numero uno | Fonti  |
| ------------ | ------------------------------- | ------------------------------------------ | ---------------------- | ------------------------------ | ------ |
| 2 gennaio    | All I Want for Christmas Is You | Mariah Carey                               | 54,9                   | 22                             | [ 5 ]  |
| 9 gennaio    | All I Want for Christmas Is You | Mariah Carey                               | 22,7                   | 22                             | [ 6 ]  |
| 16 gennaio   | Mood                            | 24kGoldn feat. Iann Dior                   | 17,5                   | 2                              | [ 7 ]  |
| 23 gennaio   | Drivers License                 | Olivia Rodrigo                             | 76,1                   | 4                              | [ 8 ]  |
| 30 gennaio   | Drivers License                 | Olivia Rodrigo                             | 59,7                   | 4                              | [ 9 ]  |
| 6 febbraio   | Drivers License                 | Olivia Rodrigo                             | 42,6                   | 4                              | [ 10 ] |
| 13 febbraio  | Drivers License                 | Olivia Rodrigo                             | 32,2                   | 4                              | [ 11 ] |
| 20 febbraio  | Up                              | Cardi B                                    | 31,2                   | 2                              | [ 12 ] |
| 27 febbraio  | Calling My Phone                | Lil Tjay & 6lack                           | 34                     | 2                              | [ 13 ] |
| 6 marzo      | Calling My Phone                | Lil Tjay & 6lack                           | 25,4                   | 2                              | [ 14 ] |
| 13 marzo     | Up                              | Cardi B                                    | 23,9                   | 2                              | [ 15 ] |
| 20 marzo     | What's Next                     | Drake                                      | 49,1                   | 2                              | [ 16 ] |
| 27 marzo     | What's Next                     | Drake                                      | 23                     | 2                              | [ 17 ] |
| 3 aprile     | Peaches                         | Justin Bieber feat. Daniel Caesar e Giveon | 30,6                   | 1                              | [ 18 ] |
| 10 aprile    | Montero (Call Me by Your Name)  | Lil Nas X                                  | 46,9                   | 2                              | [ 19 ] |
| 17 aprile    | Montero (Call Me by Your Name)  | Lil Nas X                                  | 38,1                   | 2                              | [ 20 ] |
| 24 aprile    | Rapstar                         | Polo G                                     | 53,6                   | 4                              | [ 21 ] |
| 1º maggio    | Rapstar                         | Polo G                                     | 40,3                   | 4                              | [ 22 ] |
| 8 maggio     | Rapstar                         | Polo G                                     | 34,5                   | 4                              | [ 23 ] |
| 15 maggio    | Rapstar                         | Polo G                                     | 29,5                   | 4                              | [ 24 ] |
| 22 maggio    | Interlude                       | J. Cole                                    | 26,6                   | 1                              | [ 25 ] |
| 29 maggio    | Good 4 U                        | Olivia Rodrigo                             | 43,2                   | 8                              | [ 26 ] |
| 5 giugno     | Good 4 U                        | Olivia Rodrigo                             | 62,7                   | 8                              | [ 27 ] |
| 12 giugno    | Good 4 U                        | Olivia Rodrigo                             | 49,5                   | 8                              | [ 28 ] |
| 19 giugno    | Good 4 U                        | Olivia Rodrigo                             | 42,1                   | 8                              | [ 29 ] |
| 26 giugno    | Good 4 U                        | Olivia Rodrigo                             | 36                     | 8                              | [ 30 ] |
| 3 luglio     | Good 4 U                        | Olivia Rodrigo                             | 32                     | 8                              | [ 31 ] |
| 10 luglio    | Good 4 U                        | Olivia Rodrigo                             | 30,2                   | 8                              | [ 32 ] |
| 17 luglio    | Good 4 U                        | Olivia Rodrigo                             | 27,6                   | 8                              | [ 33 ] |
| 24 luglio    | Stay                            | The Kid Laroi & Justin Bieber              | 34,7                   | 6                              | [ 34 ] |
| 31 luglio    | Stay                            | The Kid Laroi & Justin Bieber              | 28,6                   | 6                              | [ 35 ] |
| 7 agosto     | Industry Baby                   | Lil Nas X & Jack Harlow                    | 40,6                   | 2                              | [ 36 ] |
| 14 agosto    | Stay                            | The Kid Laroi & Justin Bieber              | 30,9                   | 6                              | [ 37 ] |
| 21 agosto    | Stay                            | The Kid Laroi & Justin Bieber              | 31,8                   | 6                              | [ 38 ] |
| 28 agosto    | Stay                            | The Kid Laroi & Justin Bieber              | 32,7                   | 6                              | [ 39 ] |
| 4 settembre  | Stay                            | The Kid Laroi & Justin Bieber              | 31,7                   | 6                              | [ 40 ] |
| 11 settembre | Hurricane                       | Kanye West e The Weeknd feat. Lil Baby     | 29                     | 1                              | [ 41 ] |
| 18 settembre | Way 2 Sexy                      | Drake feat. Future e Young Thug            | 67,3                   | 5                              | [ 42 ] |
| 25 settembre | Way 2 Sexy                      | Drake feat. Future e Young Thug            | 39,9                   | 5                              | [ 43 ] |
| 2 ottobre    | Way 2 Sexy                      | Drake feat. Future e Young Thug            | 32,5                   | 5                              | [ 44 ] |
| 9 ottobre    | Way 2 Sexy                      | Drake feat. Future e Young Thug            | 27,6                   | 5                              | [ 45 ] |
| 16 ottobre   | Way 2 Sexy                      | Drake feat. Future e Young Thug            | 23,4                   | 5                              | [ 46 ] |
| 23 ottobre   | Industry Baby                   | Lil Nas X & Jack Harlow                    | 23,2                   | 2                              | [ 47 ] |
| 30 ottobre   | Easy on Me                      | Adele                                      | 53,9                   | 5                              | [ 48 ] |
| 6 novembre   | Easy on Me                      | Adele                                      | 31,8                   | 5                              | [ 49 ] |
| 13 novembre  | Easy on Me                      | Adele                                      | 25,8                   | 5                              | [ 50 ] |
| 20 novembre  | Easy on Me                      | Adele                                      | 23,6                   | 5                              | [ 51 ] |
| 27 novembre  | All Too Well (Taylor's Version) | Taylor Swift                               | 54,4                   | 1                              | [ 52 ] |
| 4 dicembre   | Easy on Me                      | Adele                                      | 37,5                   | 5                              | [ 53 ] |
| 11 dicembre  | All I Want for Christmas Is You | Mariah Carey                               | 25,8                   | 22                             | [ 54 ] |
| 18 dicembre  | All I Want for Christmas Is You | Mariah Carey                               | 32,5                   | 22                             | [ 55 ] |
| 25 dicembre  | All I Want for Christmas Is You | Mariah Carey                               | 37,6                   | 22                             | [ 56 ] |

Note:
1. 1 2  Ha raggiunto il numero uno anche nel 2019, nel 2020, nel 2022, nel 2024 e nel 2025.
2. ↑  Ha raggiunto il numero uno anche nel 2020.